# Avsättningskriget mot Sigismund
Avsättningskriget mot Sigismund var ett svenskt inbördeskrig under åren 1598–1599 mellan polsk-svenske kung Sigismund och hans riksföreståndare i Sverige hertig Karl.
Kriget resulterade i att hertig Karl, sedermera kung Karl IX, erövrade den svenska tronen från Sigismund. Detta medförde i sin tur att Svensk-polska unionen upplöstes samt att den svenska kyrkans reformation jämte det svenska prästerskapet och Sverige som land slutligen konsoliderades i enlighet med kung Karl IX:s evangelisk-lutherska trosuppfattning.
Stridigheterna övergick senare i Andra polska kriget (1600–1629).

## Bakgrund
När Johan III dog 1592 befann sig hans son Sigismund i Polen, där han sedan år 1587 var kung av Polen-Litauen. I Sverige fanns nationella krafter, som bland annat ville slå vakt om den protestantiska läran. Dessa leddes av Johan III:s yngre bror hertig Karl, som motsatte sig Johans kyrkopolitik. Hertig Karl hade svårt att förlika sig med tanken på brorsonen och katoliken Sigismunds maktövertagande i Sverige. Han ansåg att riket lika gärna skulle kunna vara hans eget. Sigismunds tillträde medförde grundandet av Svensk-polska unionen, vilken skulle utformas enligt Kalmar stadgar, men då dessa avskaffats vid riksdagen i Stockholm år 1590, var det oklart hur riket skulle styras. Denna osäkerhet utnyttjade Karl för att stärka sin egen ställning. Efter budskapet om Johans död skedde en försoning mellan hertig Karl och ett antal rådsherrar, vilka nu återfick tidigare förlorade ämbeten och förläningar. Hertig Karl erkändes som "den förnämste" i regeringen, i väntan på att Sigismund skulle anlända.

### Uppsala möte 1593
I mars 1593 hölls Uppsala möte, vid vilket det fattades beslut om religionsutövningen i Sverige. Bland annat antogs den augsburgska bekännelsen som dogmatiskt rättesnöre och Johan III:s liturgi från år 1576 avskaffades. Hertig Karl fick ansvaret för genomförandet av beslutet och han krävde att brorsonen Sigismund skulle avge en religionsförsäkran före sin kröning till Sveriges kung.

### Sigismund kröns till svensk kung 1594
I Polen fanns ett motstånd mot att låta kungen resa till Sverige, men han fick slutligen tillstånd av riksdagen att resa för att ta sitt arvrike i besittning. Han fick lov att vistas i landet i högst ett år och han ankom till Stockholm den 30 september 1593.
En konflikt mellan hertig Karl och Sigismund uppstod. Karl förklarade att han försvarade den rätta evangeliska läran och Sveriges nationella enhet i enlighet med fadern Gustav Vasas strävanden. Kröningen av Sigismund fick skjutas upp, men under kröningsriksdagen i Uppsala i januari 1594 gick Sigismund till slut med på villkoren och den 18 februari 1594 avgav Sigismund sin kungaförsäkran.
Sigismund kröntes till svensk kung den 19 februari 1594. Efter kröningen skulle det avgöras hur Sverige skulle styras under tiden Sigismund var frånvarande, då han skulle tillbringa mesta tiden i Polen–Litauen och enbart besöka Sverige vartannat eller vart tredje år. Karl lade fram ett förslag om att han skulle vara riksföreståndare och styra tillsammans med riksrådet. Ett förslag till regeringsordning från riksrådet innebar en begränsning av Karls befogenheter genom att regeringen inte skulle få utfärda några stadgor eller föra en egen utrikespolitik. Makten skulle enligt förslaget delas mellan riksrådet och hertigen, men det var enbart formellt som hertigen skulle ha den högsta makten. Sigismund föreslog att makten skulle delas mellan riksrådet och hertigen, men också att det skulle finnas lokala ståthållare ute i landet. Detta förslag motsatte sig såväl riksrådet som hertigen. Sigismund undertecknade till slut ett förslag, som i princip följde hans eget tidigare förslag, men detta kom aldrig att bli gällande, då riksrådet gick över på hertig Karls sida. Den 28 juli 1594 undertecknade Sigismund en fullmakt, som innebar att Karl och riksrådet skulle styra tillsammans, dock med vissa inskränkningar, bland annat att de inte fick kalla in några riksdagar. Även ett antal ståthållare ute i landet tilldelades makt.

### Förhållandet till Danmark
Sedan Fredrik II:s död år 1588 regerades Danmark av en förmyndarregering, vilket var en lättnad för Johan III under hans krig i öster. Danmarks svaghet var även en fördel för Sverige under maktkampen mellan Sigismund och hertig Karl. Karl hade vid Johan III:s död inga bundsförvanter utomlands, men han inledde nu en aktivare utrikespolitik. Han såg Danmark och de evangeliska furstarna i Tyskland som möjliga allierade, främst ur religiöst perspektiv, mot den katolske Sigismund. År 1596 kröntes Kristian IV till kung av Danmark och hertig Karl försökte få honom att deltaga i kampen mot Sigismund. Kristian IV motsatte sig detta. Samtidigt förmådde Sigismund honom att skriva ett förmaningsbrev till Karl, vilket dock formulerades mycket försiktigt. Karls svar på brevet var avvisande.
Efter riksmötet i Arboga år 1597 flydde flera av riksråden till Danmark. Hertig Karl försökte få dem att återvända, men fick ingen hjälp av Kristian IV i sina försök. Även Kristian IV:s medlingsförsök mellan Sigismund och Karl misslyckades, då Sigismund ansåg sig vara "rättmätig herre" i Sverige. Efter Karls seger vid Stångebro år 1598 förstod Kristian IV att det var klokast att inse Karls faktiska maktställning. Ett av Karls tidigare förslag till gränsmöte hade avvisats, men kom senare att accepteras av Kristian IV.

### Klubbekriget 1596–1597
Trots Sigismunds förbud sammankallade hertig Karl till en riksdag i Söderköping i september 1595. Vid riksdagsmötet framförde bönderna i Sydösterbotten klagomål över ståthållaren Klas Flemings regim. Fleming, som hade större delen av den finländska adeln bakom sig, var trogen Sigismund. Vid ett möte i Åbo i början av år 1596 förklarade den finländska adeln att de inte erkände beslutet vid riksdagen i Söderköping. Som svar på detta understödde hertig Karl i sin tur bönderna i Österbotten i deras uppror mot Fleming, det så kallade Klubbekriget, vilket bröt ut i december 1596 och spred sig över landsdelen.
Bondeupproret slogs ned av Fleming och de kungatrogna, men han avled därefter i april 1597. Ungefär samtidigt meddelade kung Sigismund att han efter händelserna inte längre kunde acceptera hertig Karl som riksföreståndare. Då tog hertigen till en taktik som hans far använt sig av, nämligen att själv säga upp sig. Kungen accepterade avskedsansökan och lade hela makten på riksrådet.

### Hertig Karl kallar till Arboga riksdag 1597

Silvermynt halvt öre, 1597. Åtsida med krönt vase SR SIGIS DG SVEC POL REX.

Trots den besvärliga situationen sammankallade hertig Karl till en ny olaglig riksdag samma år, denna gång i Arboga. Bara ett av riksråden kom och närvarade. De övriga motiverade sin frånvaro med Sigismunds förbud. Hertig Karl bedrev propaganda och höll brandtal i Enköping, Västerås och Uppsala för att få ständerna att komma till riksmötet. Han betonade sin absoluta trohet mot Sigismund och att denne skulle återkomma till Sverige för att alla oklarheter skulle kunna redas ut. I propagandan riktade Karl in sig på "herrarna" i riksrådet och han skärpte efter hand tonen mot dem.
Vid mötet i Arboga tog Karl tillbaka sin avsägelse och han fick förnyat förtroende som riksföreståndare. Resultatet av mötet var dock inte det han hoppats på, utan det bekräftade snarast vad som sagts vid mötet i Söderköping.
Efter riksdagen skickades Karls trupper mot Älvsborgs slott och Kalmar slott, vilka erövrades våren 1597. Finland återstod dock, där Klas Flemings änka vaktade Åbo slott. Men efter några veckors belägring lyckades Karl och hans anhängare erövra slottet i Åbo. Det sägs att när hertigen gick in i slottskapellet fick han se Klas Flemings lik i en kista. Han ska ha sagt: "Om du nu levat hade ditt huvud icke suttit mycket säkert", varpå änkan Ebba Stenbock ska ha replikerat: "Om min salige herre levat, så hade Ers Nåde aldrig kommit här in".
Bland riksrådets medlemmar flydde bland andra Erik Larsson Sparre, Gustav Banér och Sten Banér av personliga säkerhets- och lojalitetsskäl till kung Sigismunds närhet. Karl begärde hos regenter i hela Europa att alla svenska riksråd som flytt skulle tas tillfånga. Sommaren 1597 hölls ett möte i Stockholm, varvid de återstående riksråden avsattes.

### Riksdagen i Uppsala 1598
I oktober 1597 uppstod rykten om att Sigismund hade för avsikt att återta sitt arvrike från hertig Karl med våld. Till följd av detta återvände Karl från Åbo till Stockholm, där han försökte få ständernas stöd. Bland adeln fanns skilda uppfattningar och senare under hösten blev konflikten mellan ständerna och hertigen större. Vid denna tid gjorde ärkebiskopen Abraham Angermannus motstånd mot Karls politik, vilket gjorde att Karl inte längre kunde framstå som försvarare mot katolicismen.
Karl kallade till riksdag i Uppsala i februari 1598 för att kunna skapa en enad front mot Sigismund och för att avvisa Sigismunds krav på förhandlingar. Sigismund hade i slutet av år 1597 skickat Samuel Laski för att genomföra förhandlingar med Karl. Tre dagar efter riksdagens öppnande, som skett den 8 februari, anlände Laski till Uppsala och höll ett tal inför ständerna. I talet kritiserades Karl för att inte ha lyssnat på riksråden och för att inte ha lytt kungliga befallningar. Karl svarade senare på kvällen på talet och avvisade anklagelserna. Karl fick stöd av bönderna, och till följd av dålig representation hos de andra stånden, hade bönderna majoritet. Karl fick i princip samma mandat som vid mötet i Arboga, men han fick även rätt att kalla in riksdagar. Riksdagsbeslutet daterades den 20 februari och Laskis förhandlingsförsök hade därmed misslyckats.

## Korvtåget och Kalmars fall

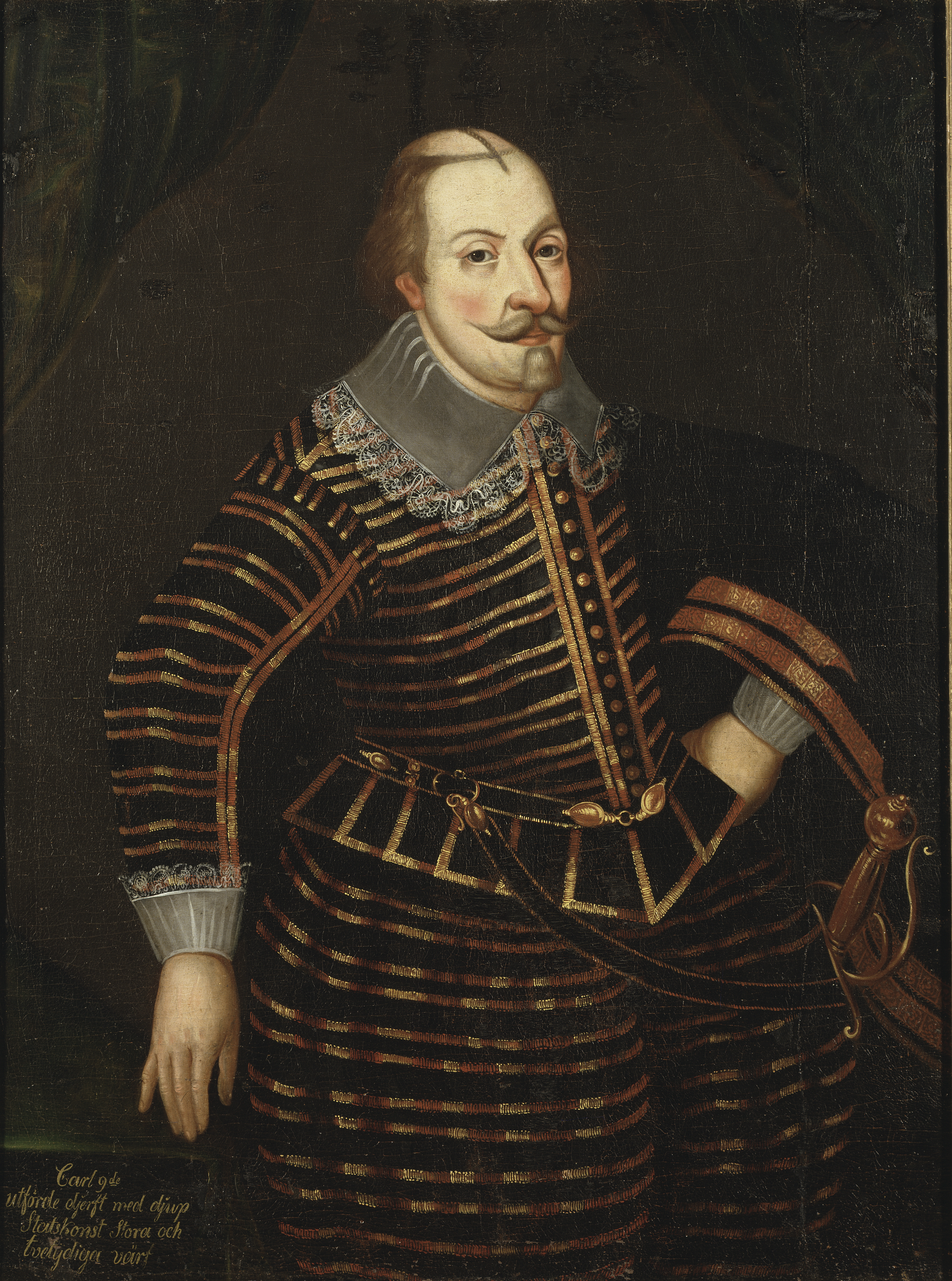
Hertig Karl, sedermera Karl IX.

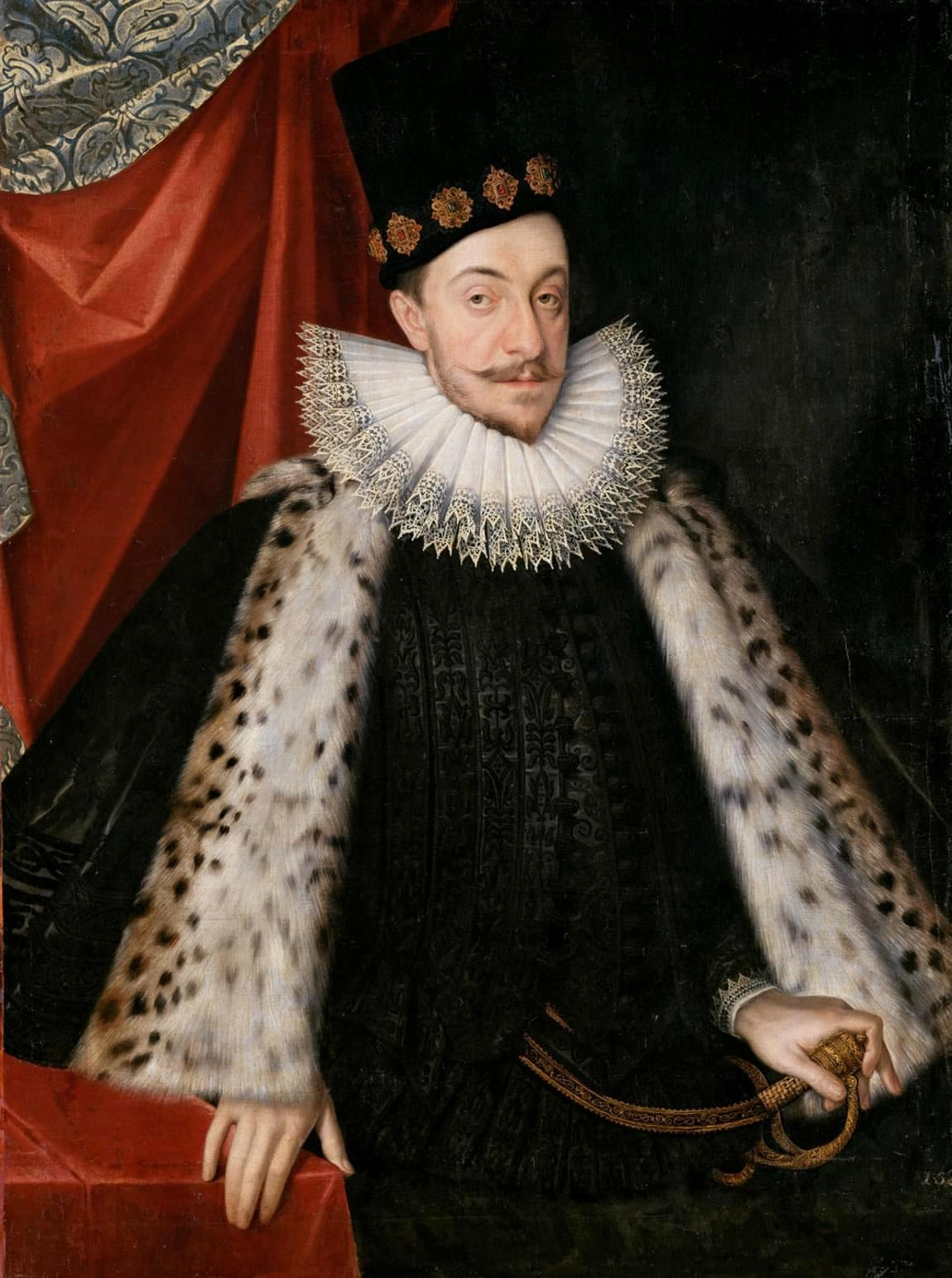
Sigismund, kung av Polen och Sverige.

Sigismund insåg att han för att kunna återta landet var tvungen att samla ihop en här. Han försökte få medel för ett krig mot Sverige beviljade vid en riksdag i mars 1598, och dess tveksamhet vände när Laski återvände från Sverige och kunde berätta om hertig Karls ökade makt. Under våren samlades soldater och i Danzig utrustades en flotta, vilken kom att bestå av hundra skepp. Storkanslern Jan Zamoyski förordade en kraftfull insats, medan de svenska rådsherrarna, som flytt till Polen, menade att omfattningen på den främmande truppen skulle begränsas av psykologiska skäl, då utländska soldater inte skulle inge förtroende i Sverige. Hären kom att bestå av 4 000 tyska, kroatiska och ungerska legotrupper, samt det polska gardet, totalt omkring 5 000 man. Till befälhavare utsågs livländaren Jürgen Farensbach. Syftet med hären var att den skulle utgöra ett påtryckningsmedel och inte att landet skulle återtas med vapenmakt.
Sigismund hade dock förhoppningar om en fredlig lösning på konflikten och i maj 1598 skickades Laski till Sverige för att förhandla med Karl och förmå denne att skicka den svenska flottan till Danzig. Till slut träffades de i Nyköping, men Karl hävdade att han måste rådfråga ständerna, varför Laski fick åka därifrån med oförrättat ärende den 17 juni. Ständerna möttes i Vadstena, varvid Laskis begäran om att sända flottan till Danzig behandlades, samtidigt som Karls begäran om att få försvara sig med krigsmakt, i det fall Sigismund kom med soldater för att återta Sverige, godkändes.
Den danske kungen Kristian IV planerade att utnyttja Sigismunds nöd och erbjuda honom hjälp mot att Sverige släppte anspråken på skatt i det ryska Ishavet. Det danska riksrådet rådde honom att inte vara aktiv i konflikten, och Sigismunds delegation till det danska hovet nådde därför ingen framgång. Danmark kom därmed att stå neutralt.
Hertig Karl förberedde sig under sommaren för anfall från Sigismund och satte upp en egen här om ett par tusen man. Han försökte även påverka de landskap där Sigismund hade sitt starkaste stöd och han placerade pålitliga ståthållare på rikets viktigaste fästen.
Eftersom svenskarna vägrade hjälpa till med transporten, tvingades Sigismund köpa och beslagta skepp och han kom över omkring hundra stycken, vilka avseglade den 20 juli. Sigismund hade planerat att samordna sin resa med ett anfall från Finland. De finska soldaterna, under ledning av ståthållaren Arvid Stålarm, gick i land i Uppland en vecka innan Sigismund landsteg. Stålarms styrka omfattade 3 000 man och syftet var att inta Stockholm.

### Korvtåget
Under tiden försökte tre professorer, Nicolaus Olai Bothniensis, Laurentius Paulinius och Ericus Jacobi Skinnerus, stoppa de finska Sigismundlojalisterna. De fick med sig Upplandsbönderna, och efter några mindre strider drog sig Stålarms mannar tillbaka. De upplevde sig hotade av hertig Karls flotta, och hade order om att inte dra sig in i några större strider. Denna händelse har något märkligt kallats korvtåget, eftersom bönderna erövrade finnarnas korvfyllda matsäckar. Korvtåget var en liten seger för hertig Karl. Det största hotet var på väg söderifrån.

### Sigismund landstiger med här i Blekinge och intar Kalmar
Den 30 juli 1598 landsteg Sigismunds armé i Avaskär på svensk mark. Kungen var så säker på framgång i sitt företag att han i Warszawa på förhand låtit inreda ett fängelserum åt sin farbror. Inom hela den katolska världen motsågs hans färd med högtflygande förhoppningar. Malaspina kunde i den rapport angående Sigismunds planer han gav till påven år 1598 meddela att "så framt denne med våld måste sätta sig i besittning av Sverige, ämnade han utestänga den kätterska gudstjänsten ur riket". Det var nämligen kungens hopp att "förvärva detta rike åt den apostoliska stolen". De förestående händelserna i Sverige tillmättes av de katolska makterna även en världspolitisk betydelse såsom ett led i den stora kraftmätningen mellan de protestantiska och de katolska staterna – inte minst mot bakgrund av att England besegrat den spanska armadan tio år tidigare. Blev Sverige genom Sigismunds ingripande åter inlemmat i den katolska kyrkan skulle man i Norden kunna skapa en katolsk sjömakt som motvikt mot England, sedan Spanien ensamt visat sig för svagt för den uppgiften. I påvens planer ingick bland annat att Sigismund åt Filip II skulle upplåta Älvsborg, som var avsett att bli en spansk flottstation och stödjepunkt för ett nytt angrepp på engelsmännen.
Sigismund inledde landstigningen fredligt genom att skicka iväg diplomaten Łaski till Kalmar för att förhandla. Hans uppgift var att övertyga befälhavarna om att öppna stadens portar. Förhandlingarna ledde dock ingenstans. Istället tog kungen med sig sina soldater och vandrade mot Kalmar. När Sigismund anlände med sina trupper hotade han befälhavarna med stegel och hjul och att deras barn skulle förlora sina adelskap om han inte släpptes in. Befälhavarna gav vika för hotet och Sigismund tågade in i staden den 1 augusti.

## Krigets intensiva period

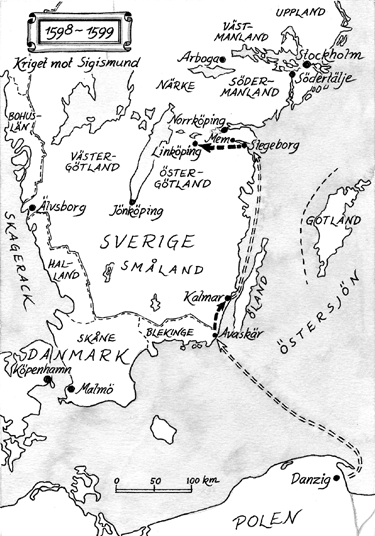
Sigismunds truppförflyttningar under Kriget mot Sigismund.

Efter det att Kalmar intagits placerade Sigismund Johan Larsson Sparre, Jöran Posse och Gustaf Brahe på slottet och därefter kom Borgholms slott och Kronobergs slott att intas. Det visade sig att lojaliteten med Sigismund var större än förväntat och han hoppades att landet skulle kunna erövras utan behov av trupperna.
Karl begav sig tillsammans med sina trupper, omkring 6 000 man, mot Östergötland för att möta Sigismund, som var på väg mot Stockholm. Den 5 augusti lämnade Karl Stockholm, där han placerade Mauritz Stensson Leijonhufvud och Axel Ryning på slottet. Till följd av hård motvind kunde dock inte flottan följa med, så som det var tänkt, men Karl anlände till Nyköping i mitten av augusti.
Vid samma tid begav sig Sigismund med sina trupper norrut från Kalmar, men till följd av stormen delades flottan upp i två delar. Sigismund ledde den ena delen, vilken seglade mot Stegeborg, medan Samuel Laski försökte ta sig till Stockholm för att ta staden med överraskning, vilket lyckades.  I Stockholm stod flertalet av de ledande bland borgerskapet redan förut på kungens sida. Antagligen fruktade de att en brytning med Sigismund skulle bli till men för deras handel på andra sidan Östersjön. När därför en avdelning av Sigismunds flotta uppenbarade sig utanför Stockholm var det en lätt sak för amiralen att bemäktiga sig huvudstaden. Laski och Klas Bielke blev ståthållare i staden. Till följd av framgången anslöt sig även den i Uppland rekryterade ryttarfanan till kungen.
Karls situation var inte den bästa. Sigismund hade kontroll över Stockholm och därmed hela Sverige. Endast den svenska flottan tog parti för hertig Karl, liksom Johan Nilsson Gyllenstierna, Stockholms förre befälhavare, som flytt från Stockholm för att ansluta till hertig Karl.
Under tiden pågick oavbrutet underhandlingar mellan kungen och hertigen men utan resultat. Samtidigt arbetade båda parterna på att locka den andras trupper över på sin sida. Men verkan var på det hela taget rätt obetydlig. En komplott inom svenska flottan med syfte att få den i Sigismunds våld misslyckades, och anstiftaren arkebuserades.

### Sigismund landstiger vid Stegeborg
Den 22 augusti steg Sigismund i land vid Stegeborg med endast 100 män. Deras omständigheter blev inte precis bättre av att hertig Karls utvilade armé fanns i närheten. För Sigismund goda nyheter var att hans anhängare hade erövrat Älvsborgs och Gullbergs fästningar i andra delar av landet. I området kring Stegeborg hade hertig Karl dragit sig tillbaka till Linköping. Därifrån kunde han spärra av tillförseln av trupper till Sigismund. Kungen var omringad av totalt 5 500 man.
Förhandlingar började föras mellan Sigismund och Karl med hjälp av utländska medlare. Sigismund krävde att få tillbaka sin kungliga makt, medan Karl ansåg att denne genom att föra in utländska trupper i landet brutit sin ed. Karls krav på att trupperna skulle avlägsnas innan förhandlingar inleddes avvisades av Sigismund.
Den 28 augusti bröt hertig Karl och hans soldater upp från Linköping. De slog läger vid Mem, några kilometer nordväst om Stegeborg. Samtidigt pågick förhandlingar mellan parterna. Hertigen begärde klara besked från kungen, vilka tolkades av Sigismund som att ett anfall var nära. Hans egen armé satt i en fälla, men det fanns trupper på andra håll som kunde vara till hjälp. Hans Vejer fick order om att anfalla hertig Karls armé i ryggen, västerifrån. En annan officer, Farensbach, ställde upp i slagordning framför fienden. Karl svarade genast.

### Slaget vid Stegeborg
På morgonen den 8 september gick hertig Karls armé till anfall mot Sigismund och slaget vid Stegeborg utkämpades. Hertig Karls trupper fångades mellan den polska elden och efter ett tag gav Sigismund order om att striden skulle avbrytas.
Hertig Karls förlorande här drog sig snabbt tillbaka till lägret vid Mem. Förlusterna räknades till 300 man, men det var ändå prestigen som sved mest för hertig Karl. Han kände sig extra förödmjukad när Sigismund uppträdde storsint. Allting blev så påfrestande att den vanligtvis envise Karl ville avgå och fly med sin familj från landet. Några högt uppsatta officerare lyckades dock övertala hertigen att stanna kvar.
Förhandlingar återupptogs och de ledde till två dagars tillfällig vapenvila. Under dagarna ägde många truppförflyttningar rum. Sigismund kallade på fler soldater från Polen, samtidigt som den svenska flottan seglade mot kusten. Kungen hade kontroll över läget ända tills den svenska flottan, under ledning av Joachim Scheel, lade sig utanför Stegeborg. På grund av dåliga vindar hade detta inte varit möjligt tidigare. Väl på plats ändrade rollerna karaktär igen. Karl kunde höja kraven i förhandlingarna, eftersom Scheel hade med sig nya soldater. Flottan blockerade även Sigismunds truppförstärkningar från Polen.
Sigismund kände sig genast hotad och tog blockaden som en krigsförklaring. Därför lämnade han och polackerna Stegeborg för att gå mot Linköping den 20 september. Hertig Karls armé följde genast efter. Natten till den 25 september rök mindre delar av härarna ihop i en mindre strid.

### Slaget vid Stångebro

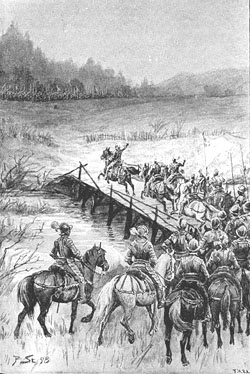
Målning över slaget vid Stångebro. Okänd konstnär.

På morgonen den 25 september 1598 drabbade härarna samman rejält i slaget vid Stångebro. Hertig Karl vann en avgörande seger som resulterade i att Sigismund tvingades gå med på hårda villkor. Karl krävde att kungen skulle skicka hem hela sin här, men själv stanna och vänta på en riksdag. Utöver detta tillfångatogs flera svenskar som stått på Sigismunds sida. Dessa avrättades senare under Linköpings blodbad år 1600.
Uppgörelsen avslutades med att hertig Karl och Sigismund åt en middag på Linköpings slott. Den pressade kungen, som fruktade för sitt liv utan sin här och som insett att han förlorat det politiska spelet, flydde dagarna efter till Polen.

### Näftåget
Samtidigt som fördraget slöts i Linköping pågick konflikter i Dalarna. Där hade en Sigismundvänlig fogde vid namn Jacob Neaf försökt resa dalfolket mot hertig Karl. Efter att Neaf infångats och avrättats drog dalkarlarna 1598 på det så kallade Näftåget till Brunnbäcks färja. I Västergötland slog hertig Karls utomäktenskapliga son Karl Karlsson Gyllenhielm ner upploppet.

## År 1599
Kungen hade planerat att återkomma till Sverige, men planerna genomfördes aldrig. Han avsåg att använda Kalmar som utgångspunkt för ett återtagande av landet och placerade därför Johan Larsson Sparre som befälhavare där, med uppgift att hålla fästet tills Sigismund återvände.

### Herredag i Jönköping
Efter Sigismunds flykt stärkte Karl sin ställning i riket och erövrade Stockholm i november 1598 och Älvsborg före årsskiftet. I januari 1599 sammankallades ett möte, som kom att få karaktären av en herredag, då enbart adeln och det högre prästerskapet kallades. Mötet hölls i Jönköping och de huvudsakliga punkterna som behandlades gällde hur diskussioner skulle föras med Sigismund beträffande styret av riket och hur Kalmar och Finland skulle tas över. En regentförpliktelse för hertig Karl utformades och det slogs fast att Kalmar och Finland i första hand skulle erövras med fredliga medel. De församlade stånden lovade även trohet till Karl och därigenom hade han säkrat sin ställning som regerande arvfurste tills Sigismund återkom. I brev till Sigismund framhölls att hans sak skulle prövas av opartiska domare, under förutsättning att han kom tillbaka till Sverige. I samband med mötet i Jönköping avsattes  och fängslades även ärkebiskopen Abraham Angermannus.

### Kalmar erövras
Sedan marscherade hertig Karls trupper, under ledning av Karl Karlsson Gyllenhielm, iväg mot Kalmar för att belägra staden. Johan Larsson Sparre försvarade murarna och slottet i hopp om att kungen skulle återvända till Sverige, men han fick aldrig någon hjälp och natten mellan den 1 mars och 2 mars stormades staden. Gyllenhielm och Samuel Nilsson fick order att anfalla den norra porten. Hertig Karl själv ledde anfallet mot den västra porten. Efter en kort och intensiv strid lyckades Karls män klättra över murarna. Tillfället att erövra Kalmar slott i samma drag misslyckades eftersom soldaterna började plundra staden.
Dagarna efter visade det sig att slottet var mer uthålligt än väntat. Johan Larsson Sparre höll Karls trupper borta och till slut anlände sex fartyg från Polen. Dessa drevs dock tillbaka av fyra mindre fartyg och artillerield från svenskarna inne i staden. När polackernas skepp inte kunde göra någonting försvann hoppet för försvararna inne i slottet. Den 12 maj gav de upp. Därefter tillfångatogs Johan Larsson Sparre och hans närmaste män, bland andra Christoffer Andersson Stråle, också kallad Grip, och Lars Rålamb. De avrättades genom halshuggning utan föregående rättegång och deras huvuden placerades på järnstänger vid Kalmars portar.

### Finland erövras
Efter Kalmars stormning och erövring flyttades krigets tyngdpunkt till Finland. Fäste efter fäste började erövras i juli. Först ledde Hans Klasson Bielkenstierna och Peder Stolpe kampen mot Sigismundanhängarna, men den 19 augusti övertog Karl befälet.
Trots riksdagsbeslutet i juli, då Sigismund avsatts, höll de finländska befälhavarna fast vid Sigismund och de hade en välutrustad här till sitt försvar. Deras försvarsplan kom dock till Karls kännedom, vilket gjorde att han kunde dela upp sina trupper för att möta dem. Efter hand kom befolkningen i Finland att stötta Karl och på några veckor hade Finland, förutom bland annat fästena i Åbo, Viborg och Nyslott, kommit i Karls kontroll. Dessa erövrades dock i slutet av september och i oktober gick Ingermanland och Estland över på Karls sida. I november var den finländska expeditionen över och Karl återvände till Stockholm den 15 november 1599.
Flera ledande adelsmän i Finland avrättades efter en summarisk rättegång, och efter Viborgs blodbad fästes deras huvuden i Viborg på järnspikar i en av stadsportarnas valvbåge och ett antal officerare steglades. I Åbo genomfördes en ståndsdomstol, varvid alla anklagade dömdes till döden, men några benådades. Denna avrättning har gått till historien som Åbo blodbad den 10 november 1599.

## Efterspel och konsekvenser

### Sigismunds avsättning

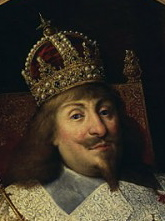
Sigismunds son Vladislav

Sigismund avsattes under hertig Karls försorg officiellt från Sveriges tron på ett riksdagsmöte i Stockholm den 24 juli 1599. Han fick sex månader på sig att meddela om han ville sända sin son Vladislav som tronföljare till Sverige, med villkoret att pojken skulle uppfostras i den evangeliska läran. Om Sigismund inte accepterade kraven tänkte ständerna se sig om efter en annan kung. Det var naturligtvis helt otänkbart för Sigismund att skicka den femårige sonen till  Sverige för att bli lutheran, vilket skulle gjort honom till kättare. Vladislav kom istället att bli Vladislav IV av Polen-Litauen-Ukraina.

### Riksdagen i Linköping 1600
I november år 1599 kallades till riksdag i Linköping, vilken började den 24 februari 1600. Vid riksdagen hölls räfst för ett antal rådsherrar som varit kungen trogen och som anklagades för landsförräderi. De anklagade var Erik Sparre, Ture Bielke, Jöran Posse, Gustav Banér och Sten Banér, vilka tagits till fånga efter slaget vid Stångebro, samt Klas Bielke, Hogenskild Bielke, Erik Leijonhufvud och Krister Klasson Horn, vilka fängslats senare.
Rättegången resulterade i dödsdom för flera av de anklagade, vilken verkställdes den 20 mars 1600 vid Linköpings blodbad. Bland dem som erkänt sig skyldiga och bett om nåd var Erik Leijonhuvud, Klas Bielke och Jöran Posse, vilka benådades.
Vid riksdagen i Linköping hyllades hertig Karl som Sveriges konung, varefter han godkände dödsdomarna. Den nyutnämnda kungen väntade dock tre år innan han tog kunganamnet. 

### Konsolidering
Hertig Karl hade även ambition att erövra de delar av riket som fortfarande behärskades av Sigismund, varför ett anfall mot Livland skedde i februari år 1600. Detta blev inledningen till det andra polska kriget.
Genom olika räfster hade det gamla riksrådet i princip utplånats, varför ett nytt fick tillsättas.
I förhållandet till Danmark hade fiendskapen ökat och de gränsmöten som hölls mellan rikena under åren 1601–1603 i Flabäck och Sjöaryd blev resultatlösa.